# Ченчи, Бальдассаре (старший)
Бальдассаре Ченчи (итал. Baldassarre Cenci; 4 января 1647, Рим, Папская область — 26 мая 1709, Фермо, Папская область) — итальянский куриальный кардинал, доктор обоих прав. Дядя кардинала Бальдассаре Ченчи младшего. Титулярный архиепископ Лариссы Фессалийской с 27 августа 1691 по 11 ноября 1697. Префект Дома Его Святейшества с 28 августа 1691 по 11 ноября 1697. Архиепископ Фермо с 20 ноября 1697 по 26 мая 1709. Кардинал in pectore с 12 декабря 1695 по 11 ноября 1697. Кардинал-священник с 11 ноября 1697, с титулом церкви Сан-Пьетро-ин-Монторио со 2 декабря 1697 по 26 мая 1709.